# Wapen van Jirnsum

wapen van Jirnsum

Het wapen van Jirnsum is  het heraldische wapen van de Friese plaats Jirnsum. Het dorpswapen is bij raadsbesluit vastgesteld op 8 december 1985. 

## Geschiedenis
Bij gemeenteraadsbesluit van 8 december 1985 zijn een wapen en een vlag vastgesteld voor de 18 dorpen van Boarnsterhim. Omdat er van Jirnsum nog geen dorpswapen bekend was, werd een dorpswapen ontworpen door de Fryske Rie foar Heraldyk.

## Beschrijving
Het wapen is afgeleid van de voormalige gemeente Rauwerderhem en het wapen van de heilige Mauritius, aan wie de kerk op de oude dorpsterp was gewijd. 
De golvende zilveren baan staat symbool voor de rivier de Boarn. Rood is de hoofdkleur van de gemeente Rauwerderhem. Het blauwe klaverkruis in het midden is het teken van Mauritius. Het symbool wordt ook wel Mauritiuskruis genoemd.
De blazoenering van het wapen in het Fries luidt als volgt:
Yn read in sulveren dwarsbalke mei slaggen deryn, belein mei in blau klaver- of Mauritiuskrús. As basis hat it wapen fan de opdoekte gemeente Raerderhim tsjinne, mei op de dwarsbalke it teken fan de hillige oan hwa’t de Jirnsumer tsjerke tawijd wie.
De Nederlandse vertaling luidt als volgt:
In rood een zilveren gegolfde dwarsbalk, belegd met een blauw klaver-Mauritiuskruis. Als basis heeft het wapen van de opgeheven gemeente Rauwerderhem gediend, met op de dwarsbalk het teken van de heilige aan wie de Jirnsumer kerk was gewijd.

## Symboliek
Het rood (keel) en wit zijn de kleuren van het wapen van Rauwerderhem. In het rood een gegolfde zilveren dwarsbalk, beladen met blauw klaverkruis dat ook bekend staat als Mauritius.  Sint Mauritius was de beschermheilige van de vroegere Rooms Katholieke kerk in Jirnsum. Deze kerk op de terp in de Tsjerkebuorren/Kerkebuurt  wordt al in 1399 genoemd. In het nieuwe dorpswapen is de naam van Jirnsum gecombineerd met de in 2013 bedachte dorpsslogan: Doarp oan de rivier (Dorp aan de rivier).
De heraldische kleur van de ondergrond is keel (rood). De rode kleur staat in de heraldiek voor 'moed en opoffering'. De kleur zilver/wit symboliseert 'trouw' en de kleur azuur/blauw staat in de heraldiek voor 'wetenschap, waarheid'.
Het dorpswapen is verwerkt in de vaan op het nokeind van de huidige Mauritiuskerk.

## Zie ook

Vlag van Jirnsum